# Eternitate (roman)
Eternitate (1988) (titlu original Eternity) este un roman science fiction scris de Greg Bear. Este a doua carte din seria Calea și tratează evenimentele care au succedat deciziei de a diviza Axis City și de a abandona Calea din cartea anterioară, Eon.

## Cadrul romanului
În Eon, Axis City s-a divizat: o parte a fost scoasă de pe Cale, fiind pusă să orbiteze în jurul Pământului prin intermediul asteroidului-navă Thistledown, în timp ce cealaltă parte a pornit pe Cale la o viteză apropiată de cea a luminii. Gruparea rămasă în afara Căii își petrece următorii treizeci de ani ajutând populația Pământului să se vindece și să își reconstruiască societatea după Moarte, lucru care epuizează resursele și duce la încordarea relațiilor cu guvernul Hexamonului. Pe măsură ce trece timpul, grupul începe să se gândească la redeschiderea Căii, atât pentru a afla ce s-a întâmplat cu celălalt grup, cât și pentru a beneficia de avantajele comerciale ale Căii.

## Intriga
Pe un Pământ paralel, cunoscut sub numele de Gaia, matematiciana Patricia Vasquez (personajul principal din Eon) moare de bătrânețe, fără a-și fi găsit Pământul pe care nu a avut loc Moartea și cei dragi au rămas în viață, ci rămânând pe propriul Pământ - unul pe care Alexandru cel Mare nu a murit de tânăr, iar imperiul lui nu s-a fragmentat după moartea sa. Patricia îi înmânează nepoatei ei, Rhita, artefactele din alte lumi, iar aceasta părăsește institutul academic "Hypateion" fondat de Patricia, deoarece află că o poartă de test a fost deschisă în lumea Gaiei, poartă care poate fi extinsă.
Ser Olmy este preocupat de trei probleme: creșterea fiului său, posibila redeschidere a Porții cu consecințele de rigoare și aflarea faptului că unul dintre cele mai mari secrete ale Hexamonului îl constituie existența unui jart capturat, a cărui minte a fost transferată înaintea morții. Deoarece mintea sa era suficient de străină și de puternică încât să ucidă mulți dintre cercetătorii care au încercaat să o contacteze și să o studieze, ea a fost ascunsă. Olmy studiază mintea extraterestră și ajunge la concluzia că jartul a fost capturat intenționat, fiind un fel de cal troian. De la acest jart Olmy află că civilizația lui este una ierarhică, modificându-se continuu în încercarea de a absorbi întreaga inteligență folositoare și toate modurile de gândire întâlnite, cu scopul de transmite toate datele pe care le adună într-o "comandă descendentă" - nume dat de jarți "Minții Supreme" (similară conceptului emis de Pierre Teilhard de Chardin. Scopul jartului capturat era sabotajul și trabsmiterea cunoștințelor despre rasa umană, lucru dat peste cap de sosirea lui Pavel Mirsky.
Pavel Mirsky a ales să plece alături de gruparea care a pornit pe Cale cu treizeci de ani în urmă, înaintea sigilării acesteia. Deși i-ar fi fost imposibil să se întoarcă, el reapare pe Pământ cu un mesaj urgent - atât el cât și grupul care a călătorit sute de ani și miliarde de kilometri pe cale s-au schimbat radical după ce au dat peste un mic proto-univers la capătul Căii. Membrii grupului s-au transformat în ființe energetice inefabile pentru a supraviețui tranziției, devenind zeii acelui loc. Dar creația lor a mers bine doar până când proto-universul a început să se corodeze și să colapseze, amenințând să-și ia zeii cu el. Intervenția Minții Supreme îi salvează și îi scoate de pe Cale, Mirsky fiind trimis înapoi în timp pentru a convinge Hexamonul să redeschidă Calea și să o distrugă.
Pe Gaia, Rhita o convinge pe regină să o sprijine la fel cum făcuse cu Patricia, pornind într-o expediție spre locația porții-test, undeva în înălțimile barbare ale Asiei Centrale, pe care reușește să o lărgească folosind artefactele Patriciei. Consecința gestului ei îl reprezintă sosirea în masă a jarților pe Gaia, care încep să stocheze și să digitizeze toate datele și formele de viață ale planetei, trimițându-le comenzii descendente. Conștiința Rhitei, în care sunt stocate informații despre Patricia, prezintă pentru ei un interes deosebit.
Pe Pământ se ajunge la un consens privind redeschiderea Căii, dar nu și legat de distrugerea ei. Mirsky dispare și în locul său se ivește o altă entitate care nu ar trebui să fie acolo - Ry Oyu, fostul deschizător al porții. El îi cere președintelui Hexamonului să distrugă Calea, în ciuda deciziei cetățenilor. Ry Oyu, Korzenowski, Ser Olmy (aflat acum sub controlul jartului) și jartul captiv devansează distrugerea Căii și ajung la avanpostul jart de pe Gaia. Jarții respectă voința lui Ry Oyu ca reprezentant al comenzii descendente și, înaintea morții Căii, își transmit datele acumulate într-o singură fluctuație extrem de lungă către Mintea Supremă.
Korzenowski se digitizează și călătorește alături de această transmisie, Olmy ajunge pe lumea de baștină a franților, iar Ry Oyu eliberează conștiința Rhitei, obținând ultima piesă necesară reconstituirii Patriciei Patricia Vasquez. El vrea să se revanșeze pentru că, în Eon, nu a reușit să o instruiască pe Patricia astfel încât să ajungă acasă și o trimite pe un Pământ pe care Moartea nu a avut loc. Rhita revine pe o Gaia pe care nu a fost deschisă poarta-test și nu a avut loc invazia jarților, iar Pavel Mirsky revine la începuturile universului pentru a asista la evenimentele interesante petrecute între acel moment și Mintea Supremă.

## Algoritmii Taylor
Algoritmii Taylor sunt un set de algoritmi matematici ficționali care le permit programelor unei realități simulate să determine adevărata natură a mediului înconjurător, dându-le posibilitatea schimbării acestuia. Ei au fost introduși în ficțiune de Greg Bear cu prilejul acestui roman, precizându-se că au fost dezvoltați de o echipă de investigatori ai Hexamonului condusă de Doria Fer Taylor. S-a stabilit că algoritmii reprezintă un pericol potențial dacă ajung pe mâini greșite, așa încât au fost puse la index.
Algoritmii au fost descoperiți în cele din urmă de investigatorul de poliție Olmy ap Sennon, care a recunoscut ulterior semne ale utilizării lor în mintea jartului capturat.

## Vezi și
- Realitatea simulată în ficțiune